# Hans IX. von Gültlingen
Hans IX. von Gültlingen († 1514) war ein württembergischer Erbkämmerer.

## Leben und Wirken
Hans IX. von Gültlingen war verheiratet mit Helene von Speth († 1512). Zusammen mit ihr stiftete er das Sakramentshaus der Laurentiuskirche in Berneck bei Altensteig im Schwarzwald. In dieser gibt es noch ein schönes Allianzwappen Gültlingen ⚭ Speth.
Hans IX. war, soweit bekannt, der erste Freiherr von Gültlingen, dem der Rang eines württembergischen Erbkämmerers verliehen wurde, vielleicht von Herzog Eberhard im Bart bei der Erhebung Württembergs zum Herzogtum (1495).
Hans wurde nach seinem Tod neben seiner zwei Jahre zuvor verstorbenen Ehefrau im Chor der Klosterkirche Maria Reuthin in Wildberg begraben.